# Tà Lại
Tà Lại là một xã thuộc huyện Mộc Châu, tỉnh Sơn La, Việt Nam.
Xã Tà Lại có diện tích 27,3 km², dân số năm 1999 là 2.442 người, mật độ dân số đạt 89 người/km².